# Floresha Dado
Floresha Dado (Vlora, 1947. március 24. –) albán irodalomtudós, irodalomtörténész, egyetemi tanár, 2008 óta az Albán Tudományos Akadémia rendes tagja. Fő kutatási területe az irodalomelmélet, irodalomtörténeti munkásságának jelentős eredménye Andon Zako Çajupi költő és drámaíró életművének kritikai feldolgozása.

## Életútja és munkássága
1969-ben a tiranai Nyelvészeti és Irodalmi Intézet albán irodalmi osztályának tudományos munkatársa lett, itt dolgozott csaknem másfél évtizeden át, 1982-ig. 1982-től 2015-ös nyugdíjazásáig a Tiranai Egyetemen oktatott irodalomelméletet és albán irodalomtörténetet, 1986-tól docensi, 1995-től egyetemi tanári címmel. Egyetemi kinevezésével egy időben kapott megbízást egy korszerű irodalomelméleti m kidolgozására és a felsőfokú oktatásban való bevezetésére. A rendszerváltás után irodalomelméleti és irodalomkritikai doktori iskolákat vezetett, 2001-ben pedig elindította az „Európai irodalmi tanulmányok” posztgraduális képzést. Oktatói pályájával párhuzamosan tagja volt a Tiranai Egyetem szenátusának, 1989-től 1993-ig az irodalmi tanszék vezetője, 1992–1993-ban az egyetem Történelmi és Filológiai Karának dékánja volt, 2000-től 2003-ig pedig az aldékáni feladatokat látta el. Anyaintézménye mellett vendégprofesszorként oktatott az elbasani Aleksandër Xhuvani Egyetemen, a Pristinai Egyetemen, a tetovói Délkelet-európai Egyetemen.
1981-ben az irodalomtudományok kandidátusa, 1994-ben doktora lett. 1989 és 2005 között részt vett a Tudományos Minősítő Főbizottság (Komisioni i Lartë i Kualifikimit Shkencor) munkájában. 2008-ban az Albán Tudományos Akadémia rendes tagjává választották, 2015-ben a Társadalomtudományi és Albanológiai Osztály elnöke lett.
Irodalomtörténészként feldolgozta Andon Zako Çajupi (1866–1930) életművét, 1983-ban három kötetben kiadta összegyűjtött műveit, majd három évtized elteltével, az időközben megismert adatok tükrében újraértelmezte a nagy költő-drámaíró életművét és irodalmi jelentőségét. Emellett foglalkozott a szocialista realista irodalom elméleti megközelítésének kérdéseivel, valamint Ismail Kadare esszéinek percepciókritikájával.

### Főbb művei
Szakfolyóiratokban megjelent irodalomelméleti és -történeti cikkeinek száma meghaladja a százat, a 2008-ban átdolgozott formában úja kiadott Fjalor enciklopedik shqiptar (’Albán nagylexikon’) társszerkesztője volt.
- A. Z. Çajupi: Jeta dhe vepra (’A. Z. Çajupi élete és munkái’). Tiranë: Akademia e Shkencave. 1983.
- Proza nëpër teknikat poetike (’Prózaírás költői eszközökkel’). Tiranë: Toena. 1997.
- Teoria e veprës letrare: Poetika (’Az irodalom elmélete: Költészet’). Tiranë: SHBLU. 1999.  ISBN 9994311026
- Intuitë dhe vetëdije kritike (’Irodalomkritikai intuíciók és tudatosságok’). Tiranë: Onufri. 2006.  ISBN 9992753064
- Sfida teorike të historiografisë letrare (’Az irodalomtörténet-írás elméleti nehézségei’). Tiranë: Bota Shqiptare. 2009.    helytelen ISBN kód: 978995611545
- Letërsi e painterpretuar: Qasje teorike ndaj realizmit socialist (’Megfejtetlen irodalom: A szocialista realizmus elméleti megközelítése’). Tiranë: Bota Shqiptare. 2010.  ISBN 9789928000149
- Andon Zako Çajupi: Jeta politike dhe vepra letrare: Monografi (’Andon Zako Çajupi: Politikai életműve és irodalmi munkái: Monográfia’). Tiranë: Bota Shqiptare. 2012.  ISBN 9789928000705
- Lexuesi “në kurth”: Eseistika e Ismail Kadaresë (’A csapdába esett olvasó: Ismail Kadare esszéi’). Tiranë: Onufri. 2016.  ISBN 9789928435408